# Doświadczalne Warsztaty Lotnicze
La Doświadczalne Warsztaty Lotnicze è stata un'azienda aeronautica polacca attiva tra il 1933 e il 1939 nella costruzione di aerei.
Fu fondata come branca produttiva dello studio RWD costituito nel 1928 da un gruppo di tre giovani ingegneri, Stanisław Rogalski, Stanisław Wigura e Jerzy Drzewiecki, le cui iniziali dei cognomi formavano l'acronimo RWD.

## Storia

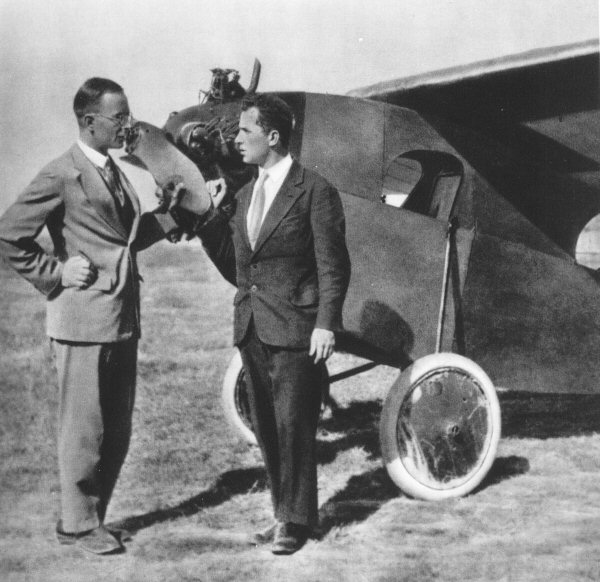
Jerzy Drzewiecki e Jerzy Wędrychowski accanto ad un RWD-7

Rogalski, Wigura e Drzewiecki si conobbero durante gli studi al Politecnico di Varsavia.
Nel dicembre 1925, con altri studenti, lavorarono al laboratorio presso la Sezione Aviazione del Club degli Studenti di Meccanica (Sekcja Lotnicza Koła Mechaników Studentów), dove realizzarono i loro primi progetti.
Dal 1926 progettarono da soli o in gruppo diversi aerei tra cui il Drzewiecki JD-2 e il Wigura-Rogalski WR-1 poi, nel 1928, unirono le forze, progettando e costruendo l'aereo sportivo RWD-1, il primo a portare il nome del loro studio.
Dei tre ingegneri, Drzewiecki, oltre a quella di progettista, rivestiva la funzione di pilota collaudatore dei loro aerei, mentre Wigura volava nelle competizioni come pilota e meccanico.
Nel 1930 il gruppo si trasferì nei nuovi laboratori situati a Okęcie, nel distretto di Varsavia, vicino all'aeroporto di Okęcie, oggi Aeroporto di Varsavia-Chopin, che era stato fondato nel 1924 dalla LOPP, un'organizzazione paramilitare.
L'11 settembre 1932, Stanisław Wigura morì in un incidente aereo mentre si trovava ai comandi dell'RWD-6 durante una tempesta, tuttavia il nome RWD continuò ad essere utilizzato per i nuovi progetti (secondo una storia popolare, la lettera W della società de facto fu attribuita all'ingegnere Jerzy Wędrychowski, che però non era un progettista).
Nel 1933 Rogalski, Drzewiecki e Wędrychowski fondarono a Varsavia l'azienda Doświadczalne Warsztaty Lotnicze (DWL, per "Officine aeronautiche sperimentali), che diventò il produttore degli ulteriori aeromobili progettati dalla RWD.
A parte Rogalski e Drzewiecki, all'ufficio di progettazione lavorarono l'ingegnere Tadeusz Chyliński e diversi altri ingegneri, tra cui Henryk Millicer.
L'ultimo progetto dello Studio RWD fu, nel 1939, l'aereo da caccia RWD-25, di cui fu completato un prototipo, ma lo scoppio della Seconda Guerra Mondiale mise fine allo sviluppo di ulteriori progetti e alla produzione in serie di aerei nei laboratori DWL.